# Våndåhåan
Våndåhåan är en sjö i Härjedalens kommun i Härjedalen och ingår i Göta älvs huvudavrinningsområde. Sjön har en area på 0,379 kvadratkilometer och ligger 760,4 meter över havet. Våndåhåan ligger i Rogen Natura 2000-område.

## Delavrinningsområde
Våndåhåan ingår i det delavrinningsområde (691617-131728) som SMHI kallar för Utloppet av Våndåhåan. Medelhöjden är 804 meter över havet och ytan är 3,33 kvadratkilometer. Räknas de 2 avrinningsområdena uppströms in blir den ackumulerade arean 16,45 kvadratkilometer. Vattendraget som avvattnar avrinningsområdet har biflödesordning 2, vilket innebär att vattnet flödar genom totalt 2 vattendrag innan det når havet efter 713 kilometer. Avrinningsområdet består mestadels av skog (55 procent) och kalfjäll (34 procent). Avrinningsområdet har 0,35 kvadratkilometer vattenytor vilket ger det en sjöprocent på 10,5 procent.